# Rimabrézó
Rimabrézó (szlovákul Rimavské Brezovo) község Szlovákiában, a Besztercebányai kerület Rimaszombati járásában.

## Fekvése
Rimaszombattól 18 km-re északra, a Rima folyó partján fekszik.

## Élővilága

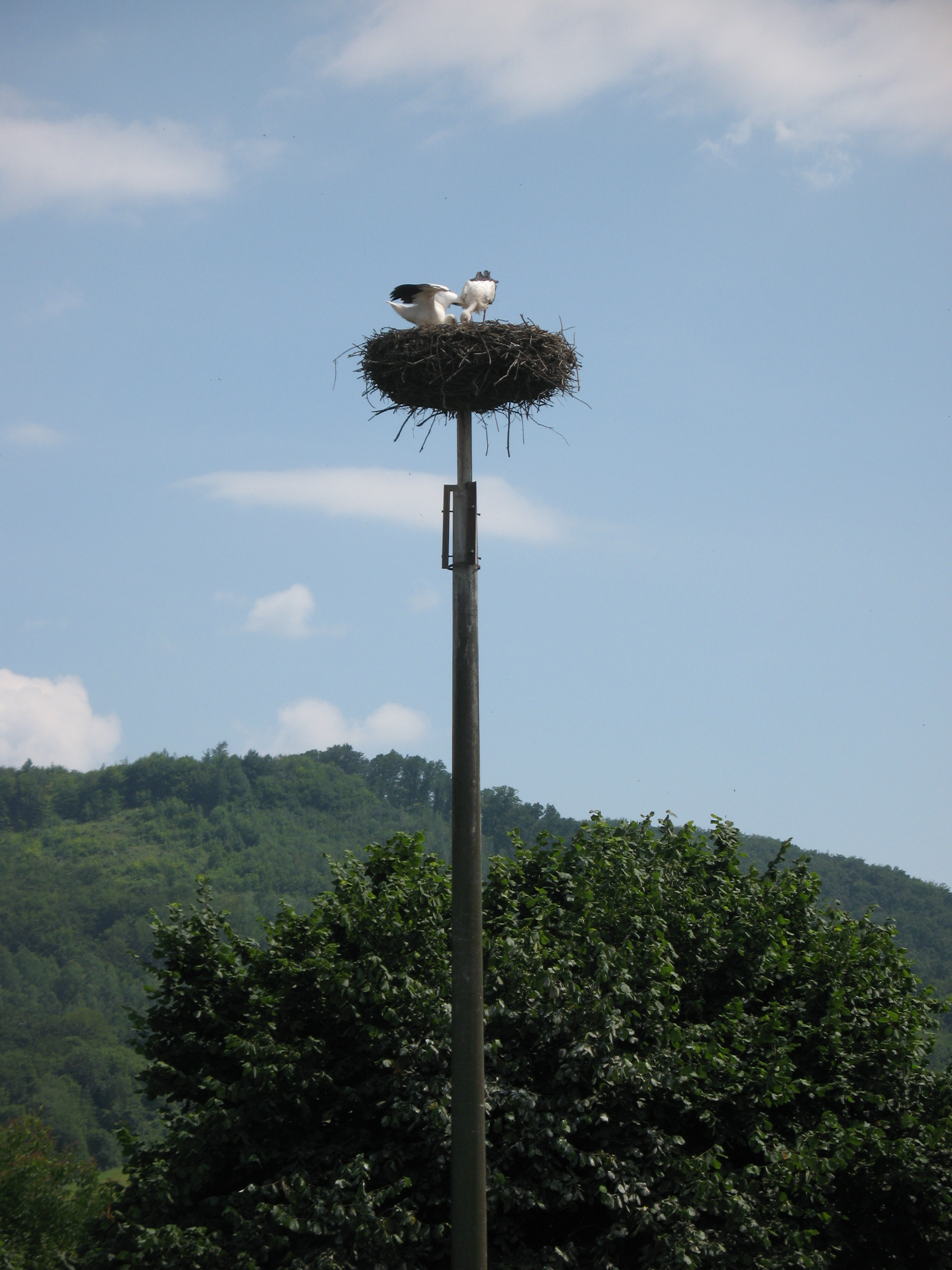
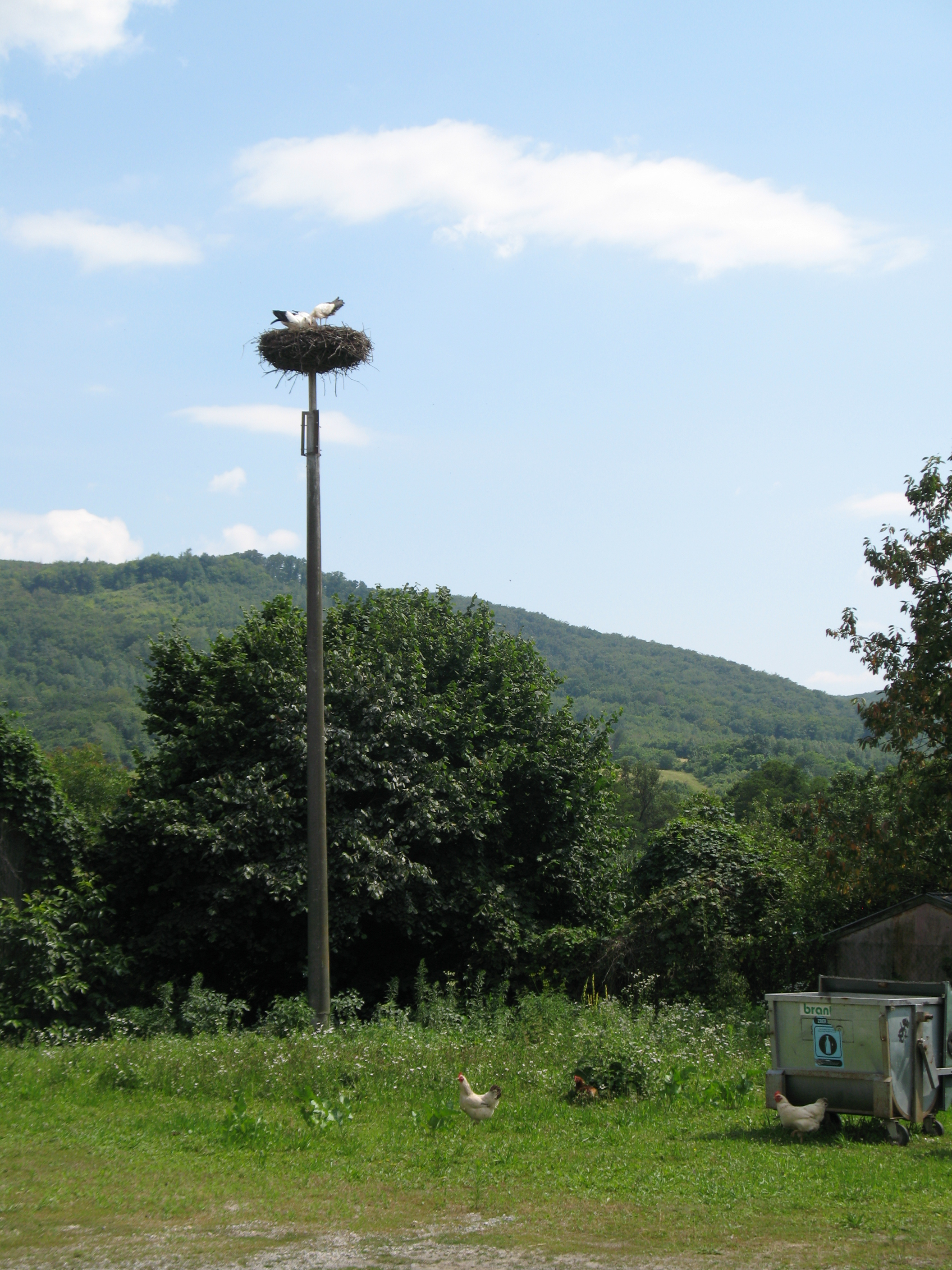

A faluban jelenleg egy gólyafészket tartanak nyilván. 2013-ban egy fióka kelt ki.

## Története
A mai község területén, a bronzkorban a pilinyi kultúra népe élt, melynek hamvasztásos temetőjét is feltárták.
A települést 1334-ben „Brezou" alakban említik először, amikor a kalocsai érsekség birtoka volt, de valószínűleg már a 13. században is létezett. A falut itáliai bányászok alapították. A 15. századtól Ajnácskő várának uradalmához tartozott, majd a 17. századtól több nemesi család birtoka.
Brézó várát 1454-ben említik, amikor Komorowski Péter átadta Rozgonyi Osvát főkapitánynak. Többé nem szerepel, valószínűleg a falu határában, esetleg Csehberek (České Brezovo) területén feküdt. 1687-ig Rima (a későbbi Kishont) vármegye székhelye. Az egykori megyeháza ma is áll. A 18. században üveghuta és vaskohó épült a községben.
A 18. század végén Vályi András így ír róla: „Rima Brezó. Tót falu Kis Hont Vármegyében, birtokosa Báró Lusinszky Uraság, fekszik hegyek között Rima Szombattól egy mértföldnél valamivel meszszebb, határja nevezetes, erdeje nem külömben, mellyben néha kristály is találtatik, jó fazékairól is nevezetes, vas bányája is van. Határja meglehetős, fája mind a’ kétféle van, legelője elég, de más nevezetes javai nem lévén, második Osztálybéli."
1828-ban 65 házában 503 lakos élt, akik mezőgazdasággal foglalkoztak és a helyi ipari üzemekben dolgoztak.
A 19. század közepén Fényes Elek eképpen írja le: „Rima-Brezó, tót falu, Gömör és Kis-Honth egyesült vármegyékben, Rima-Bánya és Likér közt: 179 kath., 575 evang. lak., ide számlálván t. i. a vashámorokban dolgozókat is. Evang. anyaszentegyház. A Szinecz hegyéből vasat, kristályt és topászt ás, felül pedig szántófölde, rétje, erdeje van; szénája sok; savanyuviz-forrásokkal bir; végre az idevaló vashámorokban, sokak állitása szerint, legjobb vas készittetik az egész megyében. Utolsó post. Rimaszombat."
Borovszky monográfiasorozatának Gömör-Kishont vármegyét tárgyaló része szerint: „Rimabrézó, rimamenti tót kisközség, 86 házzal és 427, nagyobbára ág. ev. h. vallású lakossal. Egyike a vármegye legrégibb községeinek, mely a tatárjárás alkalmával elpusztult. Legelső okleveles nyomát 1334-ben találjuk, a mikor a kalocsai érsek birtokai közé tartozik. Utána Széchi Tamás főispáné, majd Ajnácskő vár tartozéka. Későbbi birtokosai a Kubinyiak, Fáyak, Duzsárdyak, Malatinszkyak és Jekelfalussyak, most pedig a rimamurány-salgótarjáni vasmű r.-t.-nak van itt nagyobb birtoka és erdőhivatala. Régente Kishont vármegye székhelye volt. A rimamurányi bányatársaságnak itt volt a fő- és székhelye és a mostani erdőhivatal, melyet még Malvieux György gyáros és bankár építtetett és 1808-ban Sturmann Márton igazgató átalakíttatott, volt a társaság igazgatósági hivatala. Az idetartozó parkban van felállítva Sturmann Márton mellszobra is. 1770 körül két jolsvai polgár itt vasgyárat építtetett, mely később a rimamurányi társaság tulajdonába ment át. A 17. században üveghuta is volt a községben, a Szinecz-hegyből pedig vasat, kristályt és topázt bányásztak. A község határában két savanyúvíz forrás van. 1730 körül még az a kápolna is fennállott a község közelében, a Rozsovszka nevű erdő-dülőben, melyet a hagyomány szerint annak az emlékére emeltek, hogy 1242-ben a tatárok itt konczolták fel a falubelieket s három hajadont, a kik szüleik védelmére keltek, a holttestek közé élve temettek el. Másfél méter magas kőoszlop jelezte e helyet, melyet ma is „Leánytemetés”-nek neveznek. Az emlékkövet valami kincskereső, a ki itt ásott, kifordította helyéből és az most a földön hever. Ág. h. ev. temploma egyike a vármegye legérdekesebb román kori építményeinek, melyet az országos műemlékek közé soroztak és freskóit 1893-ban restaurálták. Liszkay János, a községnek buzgó ág. h. ev. lelkésze, a templomban érdekes régiségeket és ereklyéket őriz, melyeknek egy része a régi templom restaurálása alkalmával került elő, másik része pedig az itt található urnasírokból. A kishonti ág. h. ev. egyházmegye őrizetébe átadott oklevelek között több Róbert Károlytól való és a papi tizedre vonatkozó oklevél van. Az egyház még a reformáczió elejéből származó, érdekes kelyhet is őriz. Ide tartozik Zachrada telep. A községnek van postája, távírója és vasúti állomása. A Rimamurány-salgótarjáni vasmű r. t. itt tiszta magyar tannyelvű iskolát tart fenn. Úgy ez, mint Liszkay János lelkész nagy szolgálatot tesz a magyarosodásnak, mely itt örvendetes módon terjed."
A trianoni diktátumig Gömör-Kishont vármegye Rimaszombati járásához tartozott.

## Népessége
| Év:            | 1994. | 2004.   | 2014.   | 2024.   |
| -------------- | ----- | ------- | ------- | ------- |
| Emberek száma: | 492   | 513     | 529     | 495     |
| Eltérés:       |       | +4,26 % | +3,11 % | -6,42 % |

| Év:            | 2023. | 2024.   |
| -------------- | ----- | ------- |
| Emberek száma: | 506   | 495     |
| Eltérés:       |       | -2,17 % |

1880-ban 405 lakosából 74 magyar és 303 szlovák anyanyelvű volt.
1890-ben 470 lakosából 68 magyar és 397 szlovák anyanyelvű volt.
1900-ban 469 lakosából 88 magyar és 343 szlovák anyanyelvű volt.
1910-ben 511 lakosából 144 magyar és 324 szlovák anyanyelvű volt.
1921-ben 509 lakosából 78 magyar, 6 zsidó, 4 német, 418 csehszlovák és 3 egyéb nemzetiségű volt. Ebből 300 evangélikus, 197 római katolikus, 7 izraelita, 4 református és 1 egyéb vallású volt.
1930-ban 532 lakosából 9 magyar és 501 csehszlovák volt.
1970-ben 639 lakosából 4 magyar és 634 szlovák volt.
1980-ban 550 lakosából 7 magyar és 537 szlovák volt.
1991-ben 483 lakosából 3 magyar és 451 szlovák volt.
2001-ben 517 lakosából 3 magyar és 476 szlovák volt.
2011-ben 557 lakosából 5 magyar és 473 szlovák volt.
2021-ben 504 lakosából 2 magyar, 9 (+10) cigány, 487 (+12) szlovák, 5 egyéb és 1 ismeretlen nemzetiségű volt.

## Híres emberek
- Itt született 1830-ban Ľudovít Kubáni szlovák író, aki itt is nyugszik.

## Nevezetességei

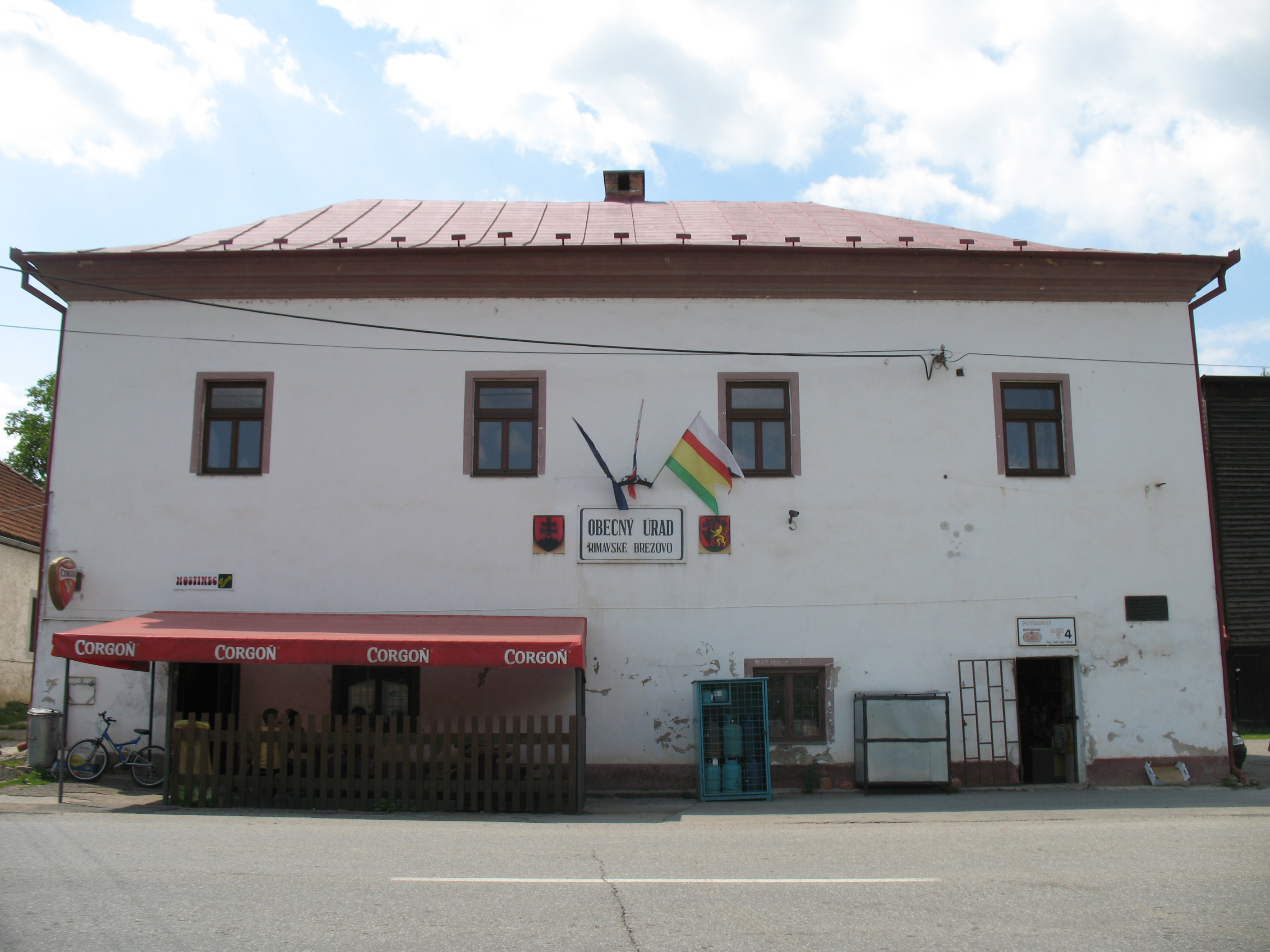
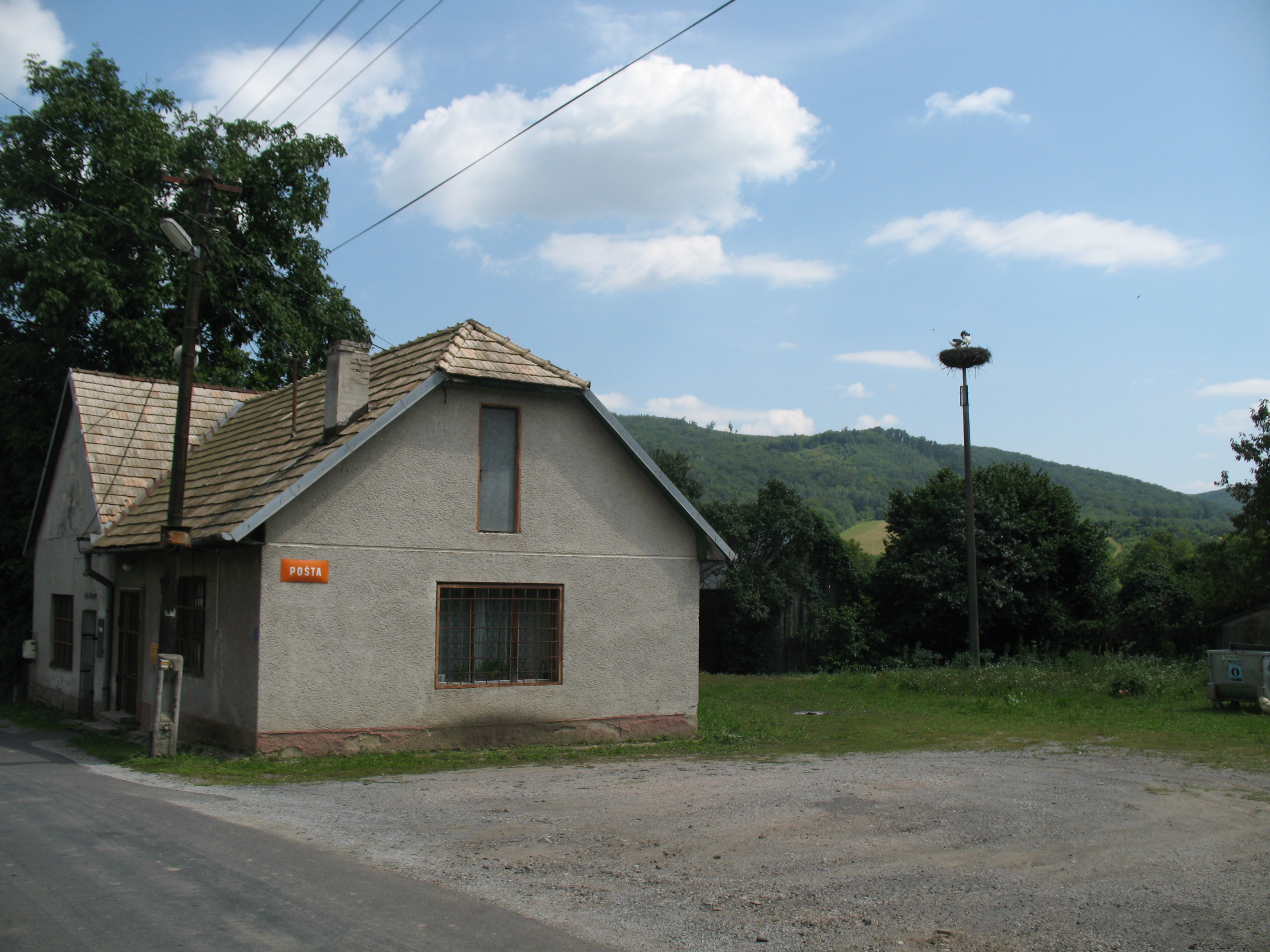
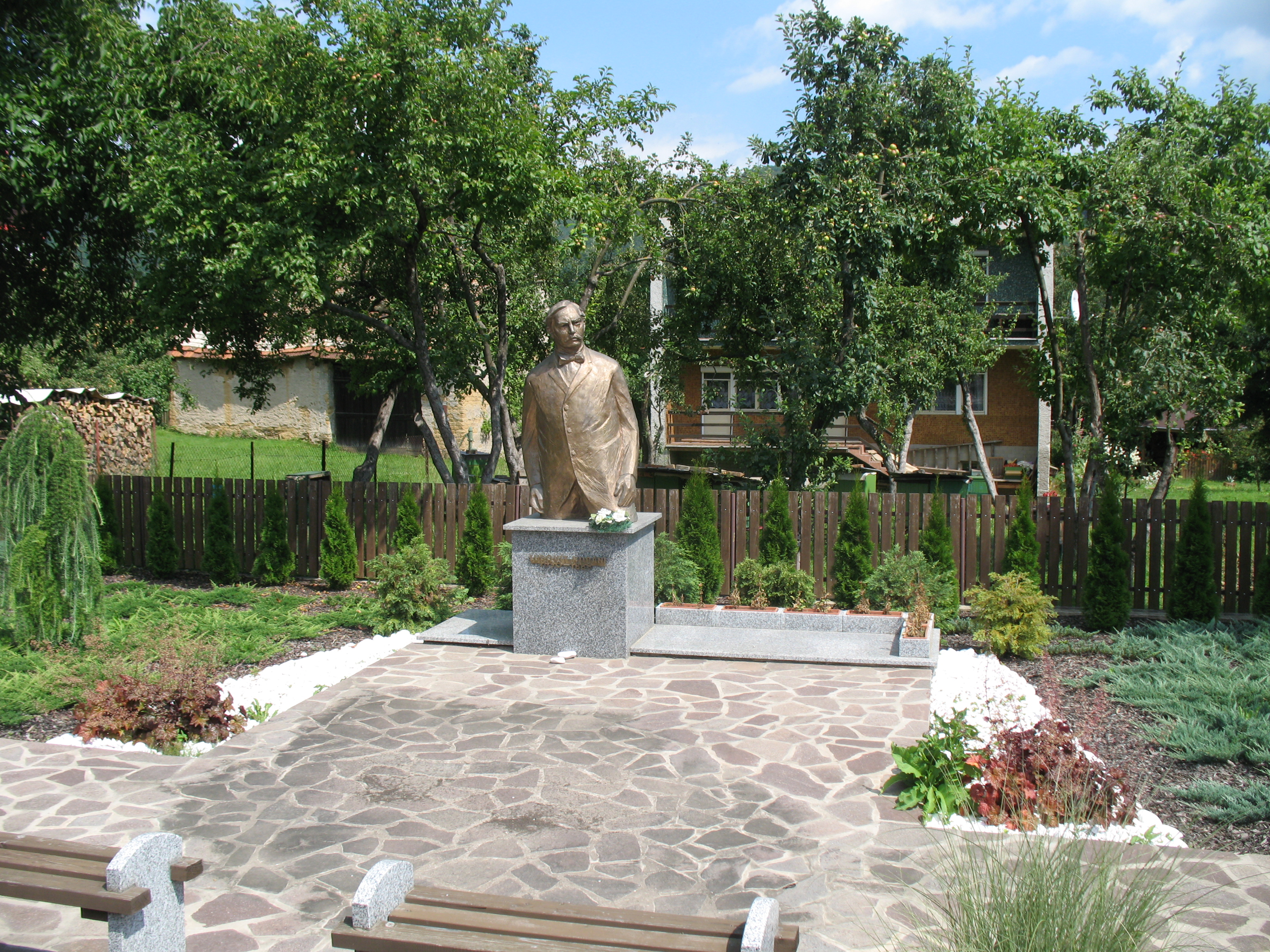
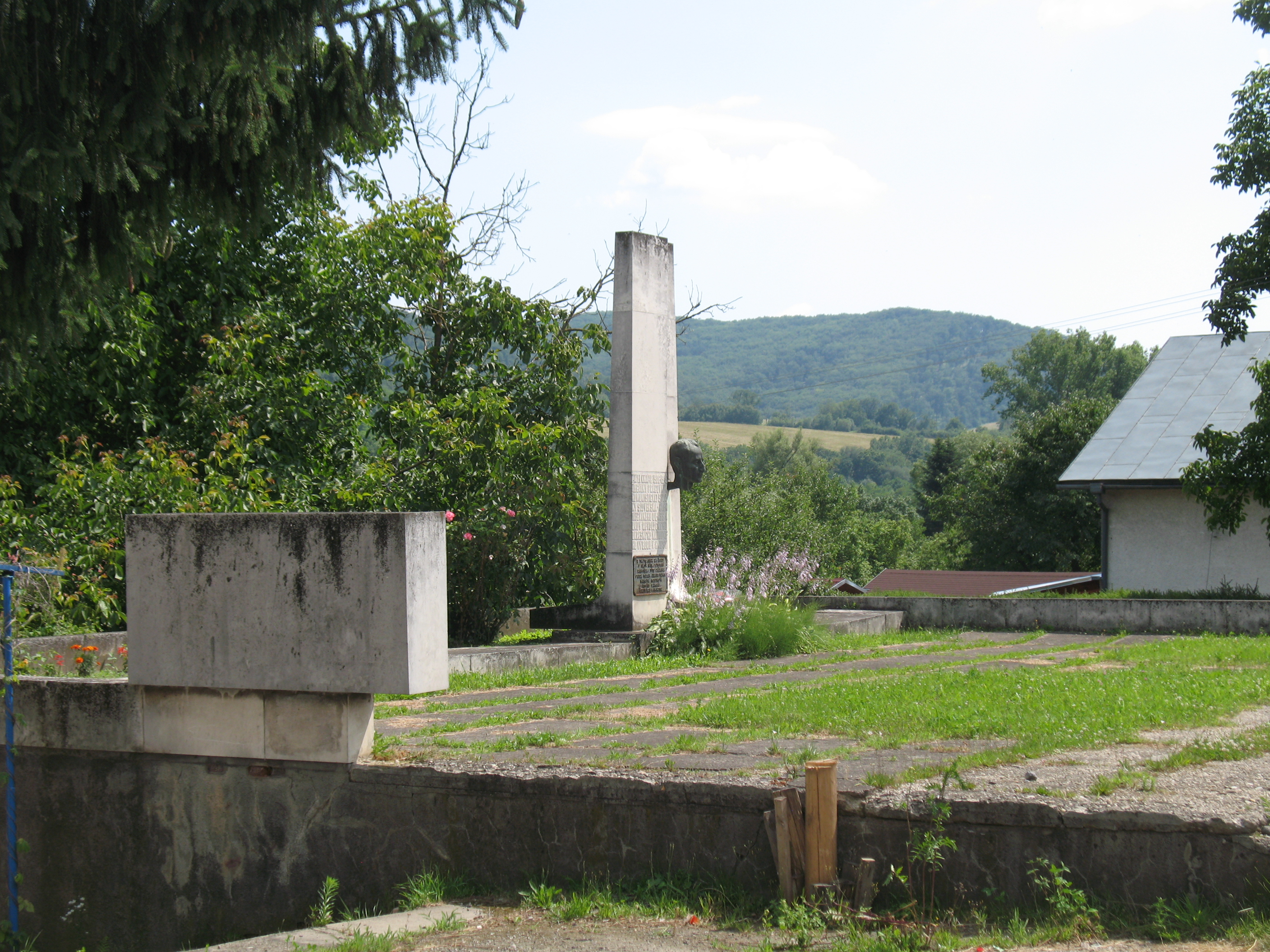

- Evangélikus temploma román eredetű, majd gótikus stílusban átépítették. Falait Jézus életét és szenvedéseit ábrázoló gótikus freskók borítják. A sajátos színvilágú freskóciklust 1893-ban a templom átépítésekor tárták fel.
- Sturmann Márton – a környék vaskohászatának megalapítója – stílusosan öntöttvasból készült emlékműve.

## Külső hivatkozások
- Obce info.sk
- E-obce.sk Archiválva 2008. december 19-i dátummal a Wayback Machine-ben
- Rimabrézó Szlovákia térképén
- A község a régió honlapján